# بروتين ربط الأحماض الدهنية من النوع القلبي
بروتين ربط الأحماض الدهنية من النوع القلبي (hFABP) المعروف أيضًا باسم مثبط النمو المشتق من الثدي هو بروتين يرمز عند البشر بواسطة جين FABP3.

## الوظيفة
البروتين المرتبط بالأحماض الدهنية من النوع القلبي (H-FABP) هو بروتين سيتوبلازمي صغير (15 كيلو دالتون) يطلق من الخلايا العضلية القلبية بعد نوبة إقفارية. مثل بروتينات ربط الأحماض الدهنية التسعة الأخرى التي تم تحديدها، يشارك بروتين ربط الأحماض الدهنية من النوع القلبي في استقلاب الأحماض الدهنية النشطة حيث ينقل الأحماض الدهنية من غشاء الخلية إلى الميتوكوندريا للأكسدة.
تنتمي البروتينات المرتبطة بالأحماض الدهنية داخل الخلايا (FABPs) إلى عائلة متعددة الجينات. تنقسم بروتينات ربط الأحماض الدهنية إلى ثلاثة أنواع متميزة على الأقل، وهي النوع الكبدي والمعوي والقلبي. وهي تشكل 14-15 كيلو دالتون من البروتينات ويعتقد أنها تشارك في الامتصاص والتمثيل الغذائي داخل الخلايا و/أو نقل الأحماض الدهنية طويلة السلسلة. قد تكون أيضًا مسؤولة عن تعديل نمو الخلايا وتكاثرها. يحتوي جين بروتين ربط الأحماض الدهنية 3 على أربعة إكسونات وتتمثل وظيفته في إيقاف نمو الخلايا الظهارية الثديية. هذا الجين هو أيضًا جين مرشح لتثبيط الورم في سرطان الثدي البشري.

## التفاعلات
من المعروف أن بروتين ربط الأحماض الدهنية 3 يتفاعل مع TNNI3K في سياق التفاعل مع التروبونين القلبي I. يتفاعل البروتين أيضًا مع VPS28، وKIAA159 ،NUP62 ،PLK1، وUBC، وXpo1.
في فيروس نقص المناعة البشرية، يقوم الببتيد الاصطناعي المطابق للمجال المثبط للمناعة (الأحماض الأمينية 574-592) لـHIV-1 gp41 بتنظيم التعبير عن بروتين ربط الأحماض الدهنية3  3 FABP في PBMCs المعالجة بالببتيد.

## الأهمية السريرية

### الميزات التشخيصية
يعد بروتين ربط الأحماض الدهنية من النوع القلبي علامة حيوية حساسة لاحتشاء عضلة القلب ويمكن اكتشافه في الدم خلال ساعة إلى ثلاث ساعات من الألم.
اكتشفت القدرة التشخيصية للعلامة الحيوية لبروتين ربط الأحماض الدهنية من النوع القلبي لإصابة القلب في عام 1988 من قبل البروفيسور جان جلاتز (ماستريخت، هولندا). بروتين ربط الأحماض الدهنية من النوع القلبي أكثر تحديدًا لعضلة القلب بـ 20 مرة من الميوغلوبين، ويوجد بمستويات أقل بـ 10 أضعاف في العضلات الهيكلية مقارنة بعضلة القلب، كما أن الكميات الموجودة في الكلى والكبد والأمعاء الدقيقة أقل مرة أخرى.
يوصى بقياس بروتين ربط الأحماض الدهنية من النوع القلبي باستخدام التروبونين لتحديد احتشاء عضلة القلب ومتلازمة الشريان التاجي الحادة لدى المرضى الذين يعانون من آلام في الصدر. يظهر بروتين ربط الأحماض الدهنية من النوع القلبي المقاس بالتروبونين حساسية متزايدة بنسبة 20.6% مقارنة بالتروبونين بعد 3-6 ساعات من ظهور ألم الصدر. يمكن تفسير هذه الحساسية من خلال التركيز العالي لبروتين ربط الأحماض الدهنية من النوع القلبي في عضلة القلب مقارنة بالأنسجة الأخرى، واستقرار وقابلية ذوبان بروتين ربط الأحماض الدهنية من النوع القلبي، ووزنه الجزيئي المنخفض؛ 15 كيلو دالتون مقارنة بـ 18 و80 و37 كيلو دالتون لـ MYO وCK-MB وcTnT على التوالي، إطلاقه السريع في البلازما بعد إصابة عضلة القلب – 60 دقيقة بعد نوبة نقص تروية الدم، والأنسجة النسبية له الخصوصية. وبالمثل، أظهرت هذه الدراسة أن قياس بروتين ربط الأحماض الدهنية من النوع القلبي مع التروبونين زاد من دقة التشخيص ويمكن استخدام قيمة تنبؤية سلبية بنسبة 98٪ لتحديد أولئك الذين لا يعانون من احتشاء عضلة القلب في وقت مبكر من 3 إلى 6 ساعات بعد ظهور ألم في الصدر. أبلغ بشكل جيد عن فعالية استخدام مزيج بروتين ربط الأحماض الدهنية من النوع القلبي مع التروبونين لتشخيص احتشاء عضلة القلب خلال 6 ساعات.